# Winfried V. Kern
Winfried V. Kern (* 1955) ist ein deutscher Internist, Infektiologe und Hochschullehrer. Von 2002 bis 2021 war er Leiter des Bereichs Klinische Infektiologie am Universitätsklinikum Freiburg.

## Werdegang
Winfried Vincenz Kern studierte in den Jahren von 1976 bis 1983 Medizin an den Universitäten in Bordeaux, Erlangen und Heidelberg. Von 1983 bis 1984 war er Assistenzarzt am Tropeninstitut der Universität Heidelberg. Danach war er bis 2001 an der Medizinischen Universitätsklinik in Ulm tätig, unterbrochen durch Forschungsaufenthalte an der Brown University in Providence und der University of California in San Franciso in den Jahren 1987 und 1988. 1994 wurde er in Ulm zum Oberarzt ernannt.
2002 wechselte Kern an das Universitätsklinikum Regensburg und wurde zum Professor ernannt. In Freiburg leitete er bis zum Eintritt in den Ruhestand 2021 den Bereich Infektiologie an der Medizinischen Universitätsklinik
Von 2007 bis 2013 war Winfried Kern Vorsitzender der Deutschen Gesellschaft für Infektiologie (DGI). 2010 initiierte er die deutsche Antibiotic-Stewardship-Initiative.
Die wissenschaftlichen Schwerpunkte umfassen die Themen Klinische Infektiologie, opportunistische Infektionen, Blutstrominfektionen, Antibiotikatherapie, Mechanismen der bakteriellen Multiresistenz, Infektionsepidemiologie, Pharmakoepidemiologie, Reise- und Flüchtlingsmedizin, Post-Covid-Syndrom.

## Veröffentlichungen (Auswahl)
- Rolf Heinmüller, Winfried Kern: Primäre Gesundheitsversorgung im südwestlichen Sudan. Lausanne, Peter Lang 1988. ISBN 3-8204-8376-4
- Winfried Kern: Organization of antibiotic stewardship in Europe: the way to go. Wien Med Wochenschr (2021) 171 (Suppl 1):S4–S8. doi:10.1007/s10354-020-00796-5

## Auszeichnungen und Ehrungen
- Ehrenmitgliedschaft der Deutschen Gesellschaft für Infektiologie[6]